# وصیتنامه بعدازظهر
وصیتنامه بعدازظهر (انگلیسی: A Last Note) یک فیلم به کارگردانی کانه‌تو شیندو است این فیلم در سال ۱۹۹۵ توانست برنده جایزه آکادمی فیلم ژاپن شود.

## بازیگران
- هاروکو سوگیمورا
- نوبوکو اوتاوا
- توشییوکی ناگاشیما
- میتسوکو بایشو
- یوتاکا ماتسوشیگه
- ماساهیکو تسوگاوا